# Brenguļu pagasts
Brenguļu pagasts er en territorial enhed i Beverīnas novads i Letland. Pagasten havde 904 indbyggere i 2016 og omfatter et areal på 80,20 kvadratkilometer. Hovedbyen i pagasten er Brenguļi.